# Aprionus remotus
Aprionus remotus är en tvåvingeart som beskrevs av Jaschhof 2004. Aprionus remotus ingår i släktet Aprionus och familjen gallmyggor. Inga underarter finns listade i Catalogue of Life.